# ファースト・レイズ・オブ・ザ・ニュー・ライジング・サン
ファースト・レイズ・オブ・ザ・ニュー・ライジング・サン（First Rays Of The New Rising Sun）とは、1997年に発表されたジミ・ヘンドリックスのアルバム。1970年にジミが他界した後、様々なアルバムで発表された楽曲をまとめ直し、生前のジミが計画していた「4枚目のスタジオ・アルバム」に近い形で発表されたもの。

## 解説
1970年1月にバンド・オブ・ジプシーズが解散すると、ジミは旧友ミッチ・ミッチェルを呼び戻し、レコーディングやライブを行う。ジミは、4作目のスタジオ・アルバムを、LPレコード2枚組以上のものにすることを考えており、A面からC面までの仮の収録曲を書いたメモが残されている。アルバム・タイトルとしては、『ファースト・レイズ・オブ・ザ・ニュー・ライジング・サン』の他に『People, Hell & Angels』『Strate Ahead』（原文ママ）といった候補もあった。
本作収録曲の一部は、ジミの生前に何らかの形で披露されていた。「鏡の部屋」は、エクスペリエンス時代のライブで原型が演奏されていた曲のアレンジを変えたもの。「ビギニングス」は、1969年8月のウッドストック・フェスティバルで演奏され、当時の仮タイトルは「ジャム・バック・アット・ザ・ハウス」。「ステッピング・ストーン」は、1970年に短期間だけシングルとして発売された。「自由」「ドリー・ダガー」「ヘイ・ベイビー（ニュー・ライジング・サン）」「イージー・ライダー」「嵐の中に」の5曲は、1970年8月30日のワイト島音楽祭で演奏されている。「嵐の中に」の曲のエンディングに、ジェフ・ベック・グループの「ライス・プディング」のリフが借用されている。
1970年9月18日にジミが他界すると、まずは『クライ・オブ・ラヴ（The Cry of Love'）』（1971年）で、本作収録曲のうち10曲が発表された。そのうち「僕の友達」は、全く別の時期（1968年3月、『エレクトリック・レディランド』制作時）にレコーディングされた曲で、前述したジミの直筆メモには載っていない。その後『レインボウ・ブリッジ（Rainbow Bridge）』、『戦場の勇士たち（War Heroes）』といったアルバムが、ジミの新作として発売された。
1990年代、原盤権がジミの遺族に戻り、エクスペリエンス・ヘンドリックス財団が設立されると、第一弾リリース作品として本作が企画された。エディ・クレイマーによって、LPレコード2枚組に相当する内容に再編された。ただし、曲順はジミのメモとは大きく異なる。また、メモに載っていた楽曲のうち「カミン・ダウン・ハード・オン・ミー」「チェロキー・ミスト」の2曲はアウトテイク扱いとなり、2000年発売のCDボックス・セット『ザ・ジミ・ヘンドリックス・エクスペリエンス〜アンリリースト&レア・マスターズ』に収録された。
エディ・クレイマーによると、ジミがこれで完成としていた曲は「ドリー・ダガー」「フリーダム」「イザベラ」の3曲であったという
。

## 収録曲

### Disc 1
全曲ジミ・ヘンドリックス作。
1. 自由 - Freedom
2. イザベラ - Izabella
3. ナイト・バード・フライング - Night Bird Flying
4. 天使 - Angel
5. 鏡の部屋 - Room Full Of Mirrors
6. ドリー・ダガー - Dolly Dagger
7. イージー・ライダー - Ezy Ryder
8. 流浪 - Drifting
9. ビギニングス - Beginnings
10. ステッピング・ストーン - Stepping Stone
11. 僕の友達 - My Friend
12. 直進 - Straight Ahead[4]
13. ヘイ・ベイビー（ニュー・ライジング・サン） - Hey Baby (New Rising Sun)
14. アース・ブルース - Earth Blues
15. アストロ・マン - Astro Man
16. 嵐の中に - In From The Storm
17. ベリー・バトゥン・ウィンドウ - Belly Button Window

### Disc 2(DVD)
1. 天使
2. ドリー・ダガー
3. ナイト・バード・フライング
4. 自由

### 各楽曲の初出アルバム
- クライ・オブ・ラヴ - The Cry Of Love（1971年）

1. 3. 4. 7. 8. 11. 12. 15. 16. 17.
- レインボウ・ブリッジ - Rainbow Bridge（1971年）

5. 6. 13. 14.
- 戦場の勇士たち - War Heroes（1972年）

2. 9. 10.

## 参加ミュージシャン
- ジミ・ヘンドリックス - ギター、ベース、ボーカル
- ビリー・コックス - ベース
- ミッチ・ミッチェル - ドラムス
- バディ・マイルス - ドラムス(on 5. 7.)

- ゲットー・ファイターズ - バッキング・ボーカル(on 1. 2. 6. 10.)
- ジュマ・サルタン - パーカッション(on 1. 6. 9. 13. 14. 15.)
- ビリー・アームストロング - パーカッション(on 7.)
- スティーヴ・ウィンウッド - バッキング・ボーカル(on 7.)
- クリス・ウッド - バッキング・ボーカル(on 7.)
- バジー・ラインハルト - ヴィブラフォン(on 8.)
- スティーヴン・スティルス - ピアノ(on 11.)
- ケン・パイン - 12弦ギター(on 11.)
- ポール・カルーソ - ハーモニカ(on 11.)
- ジミー・メイズ - ドラムス(on 11.)
- ロネッツ - バッキング・ボーカル(on 14.)
- エメレッタ・マークス - バッキング・ボーカル(on 16.)

## カヴァー
- 「自由」は、スティーヴ・ルカサー『キャンディマン』（1994年）でカヴァーされた。ボーカルはポール・ロジャースが担当[5]。
- 「天使」は、ロッド・スチュワート『ネヴァー・ア・ダル・モーメント』（1972年）でカヴァーされ、ロッドが在籍していたフェイセズの1973年のライブでも歌われた。また、ギル・エヴァンスによるジミのトリビュート・アルバム『プレイズ・ジミ・ヘンドリックス』（1974年）にもカヴァー収録。
- 「鏡の部屋」は、プリテンダーズが『ゲット・クロース』（1986年）でカヴァー。